# Squalius zrmanjae
Squalius zrmanjae là một loài cá nước ngọt thuộc họ Cyprinidae.
Loài này chỉ có ở Croatia.
Môi trường sống tự nhiên của chúng là sông ngòi.
Nó ngày càng hiếm gặp do mất môi trường sống.